# Lisimaco
Lisimaco (in greco antico: Λυσίμαχος?, Lysímachos; Pella?, 361/355 a.C. – Corupedio, 281 a.C.) è stato un generale e politico macedone antico.
Fu uno dei diadochi di Alessandro Magno, satrapo e poi re di Tracia, dell'Asia minore e della Macedonia.
Partecipò alla spedizione in Asia al seguito di Alessandro Magno, del quale era guardia del corpo. Alla morte del re (323 a.C.), dalla spartizione dell'impero macedone ottenne la satrapia di Tracia.
Nel 315 a.C. si alleò con Seleuco, Tolomeo e Cassandro contro Antigono in una guerra che durò fino al 311 a.C. Sull'esempio degli altri diadochi, nel 306 a.C. si proclamò re, facendo di Lisimachia la sua capitale.
Rinnovata l'alleanza con Seleuco, vinse Antigono a Ipso nel 301 a.C., annettendo l'Asia minore ai suoi territori. Nel 288 a.C., dopo aver sconfitto Demetrio con l'aiuto di Pirro, divenne re di Macedonia, giungendo all'apice della sua potenza.
Nel 284 a.C. fece uccidere il figlio Agatocle, con l'accusa di congiura nei suoi confronti e, nella guerra contro Seleuco che ne seguì, morì nella battaglia di Corupedio del 281 a.C.

## Biografia

Il Regno di Macedonia nel 336 a.C.

### Origini
Di Lisimaco (in greco antico: Λυσίμαχος?, Lysímachos, da λύσις "soluzione" e μάχη "battaglia", letteralmente "solutore di battaglie") non sono noti con certezza né la città né l'anno di nascita: secondo Arriano, era nativo di Pella, la capitale della Macedonia, mentre secondo Eusebio, era originario di Crannone in Tessaglia. A sostegno della prima ipotesi c'è un passo di Plutarco dove lo storico di Cheronea sostiene che Lisimaco era "della stessa stirpe" (in greco antico: ὁμοφύλος?, omofýlos) di Demetrio, e quindi macedone. Non conosciamo il nome della madre ma da Arriano e da Eusebio sappiamo quello del padre, Agatocle, che era di origini tessale se si tratta della stessa persona che Teopompo identifica come uno stretto collaboratore di Filippo II.
L'anno di nascita fu il 361 a.C. secondo lo Pseudo-Luciano, il 355 a.C. secondo Giustino e infine il 351 a.C. secondo Appiano. Alcuni storici moderni prediligono il 361 a.C., altri una data compresa che il 361 a.C. e il 355. a.C., mentre la data del 351 a.C. sembra quella più improbabile, visto che tra 332 a.C. e il 326 a.C. Lisimaco è già guardia del corpo di Alessandro, il che sarebbe stato difficile a un'età inferiore ai 30 anni.
Lisimaco aveva un fratello maggiore, Alcimaco, che secondo Arriano fu inviato da Alessandro in missione in Ionia nel 334 a.C., e due fratelli minori: Filippo, che da Curzio Rufo sappiamo che morì in combattimento nel 329 a.C. durante la spedizione macedone in Asia e Autodico, che fu guardia del corpo di Filippo Arrideo secondo la tradizione tramandataci da Arriano.

### Guardia del corpo di Alessandro Magno

#### Somatofilachia
Le prime notizie che abbiamo di Lisimaco ci sono tramandate da Arriano e riguardano la sua partecipazione alla spedizione di Alessandro Magno in Asia, come somatophylax, ovvero guardia del corpo del re. I somatophylakes erano sette soldati scelti e fedelissimi, che avevano il compito di vigilare sull'incolumità del sovrano macedone, vivendo a stretto contatto con lui. Quando uno di essi decadeva dalla carica, per morte o per revoca, il re provvedeva immediatamente e personalmente alla sua sostituzione.
Assieme ad Aristonoo e Pitone, Lisimaco era uno dei tre veterani del gruppo, già guardie del corpo di Alessandro probabilmente fin dalla sua ascesa al trono (336 a.C.). Alcuni storici ipotizzano che i tre avessero già questo incarico col predecessore di Alessandro, il padre Filippo II, dato che tutta la storiografia alessandrina antica, a differenza della altre guardie del corpo, ne tace le date di nomina.
Arriano ci riporta che, al momento della morte del sovrano (323 a.C.), gli altri quattro somatophylakes, oltre a Lisimaco, Aristonoo e Pitone, erano Leonnato, Perdicca, Tolomeo e Peucesta. Quest'ultimo era stato eccezionalmente aggiunto al gruppo come ottavo membro nel 325 a.C., per aver salvato la vita ad Alessandro, ferito durante l'assedio della città dei Malli in India. L'anno successivo (324 a.C.), con la morte di Efestione, il gruppo era tornato a essere composto, come da tradizione, da sette membri.

#### Spedizione di Alessandro Magno in Asia
Della partecipazione di Lisimaco come somatophylax alla spedizione di Alessandro in Asia (334-323 a.C.) sappiamo ben poco, se non i seguenti aneddoti:
- Nel 332 a.C., in Siria, Lisimaco venne ferito da un leone[27] (si veda la sezione successiva).
- Secondo la tradizione riportataci da Curzio Rufo[28], nel 328 a.C., a Samarcanda, Lisimaco e il suo collega Leonnato strapparono la lancia di mano ad Alessandro, che stava per uccidere l'amico Clito il Nero. L'atto si dimostrò inutile dato che poco dopo il sovrano macedone riuscì nel suo intento.
- Nel 326 a.C., Lisimaco venne ferito durante la presa della città di Sagala; nell'occasione, è l'unico macedone a essere citato nominalmente da Arriano[29].
- Lo stesso Arriano[30] ci riporta che nel 324 a.C., Alessandro a Susa premiò con una corona le sue guardie del corpo, tra cui Lisimaco, per meriti militari.

Per il resto, la militanza di Lisimaco durante la spedizione in Asia fu abbastanza oscura, anche se la continuità del suo servizio in un ruolo così delicato e la successiva nomina a satrapo di Tracia dopo la morte di Alessandro ne dimostrano le indubbie doti di fedeltà e competenza.
La continuità del suo servizio vicino ad Alessandro è anche testimoniata da Plutarco, che ci racconta la battuta che Lisimaco, molto tempo dopo, fece rivolto al filosofo Onesicrito, che gli stava leggendo un passo, ambientato durante la spedizione in Asia, dove raccontava il favoloso incontro tra il sovrano macedone e la regina delle Amazzoni. Dopo aver ascoltato l'episodio, evidentemente leggendario, Lisimaco esclamò:
(Plutarco, Vita di Alessandro, 46, traduzione di Domenico Magnino, Rizzoli 1987)

#### L'episodio del leone

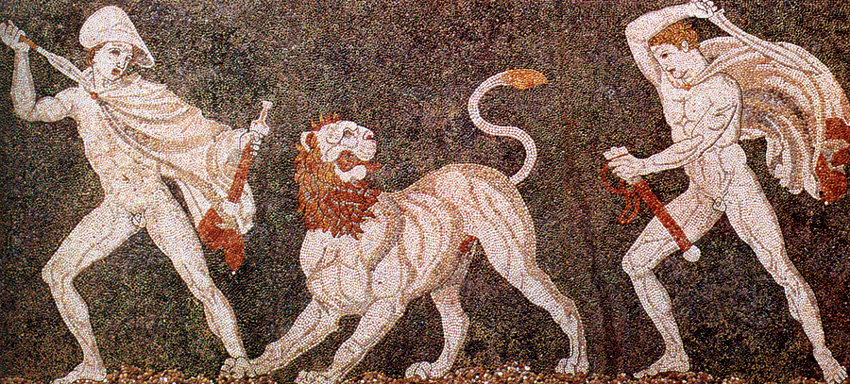
Il mosaico di Alessandro e un amico (Cratero?) impegnati nella caccia al leone, al museo di Pella

L'episodio del leone è uno degli aneddoti più citati sul futuro diadoco: l'episodio originale ci è narrato da Curzio Rufo, che racconta come Lisimaco, durante una battuta di caccia in Siria nel 332 a.C., uccise un leone che stava assalendo Alessandro, ma ne rimase gravemente ferito. Questa data è il terminus ante quem della somatofilachia di Lisimaco, dato che proteggere il sovrano durante le battute di caccia era proprio una delle funzioni delle guardie del corpo.
Nelle fonti successive il racconto originale si è tuttavia arricchito di elementi estranei, come il fatto che l'esposizione di Lisimaco al leone sarebbe stata volutamente ordinata dal sovrano macedone. In ogni caso, Lisimaco, ancora in età avanzata, era solito mostrare ai suoi ospiti le cicatrici delle ferite riportate nella lotta contro la belva. Ci sono inoltre pervenute diverse monete, coniate da Lisimaco in ricordo dell'evento, con il disegno di un leone sul rovescio.

### Satrapo di Tracia

#### Spartizione dell'impero di Alessandro

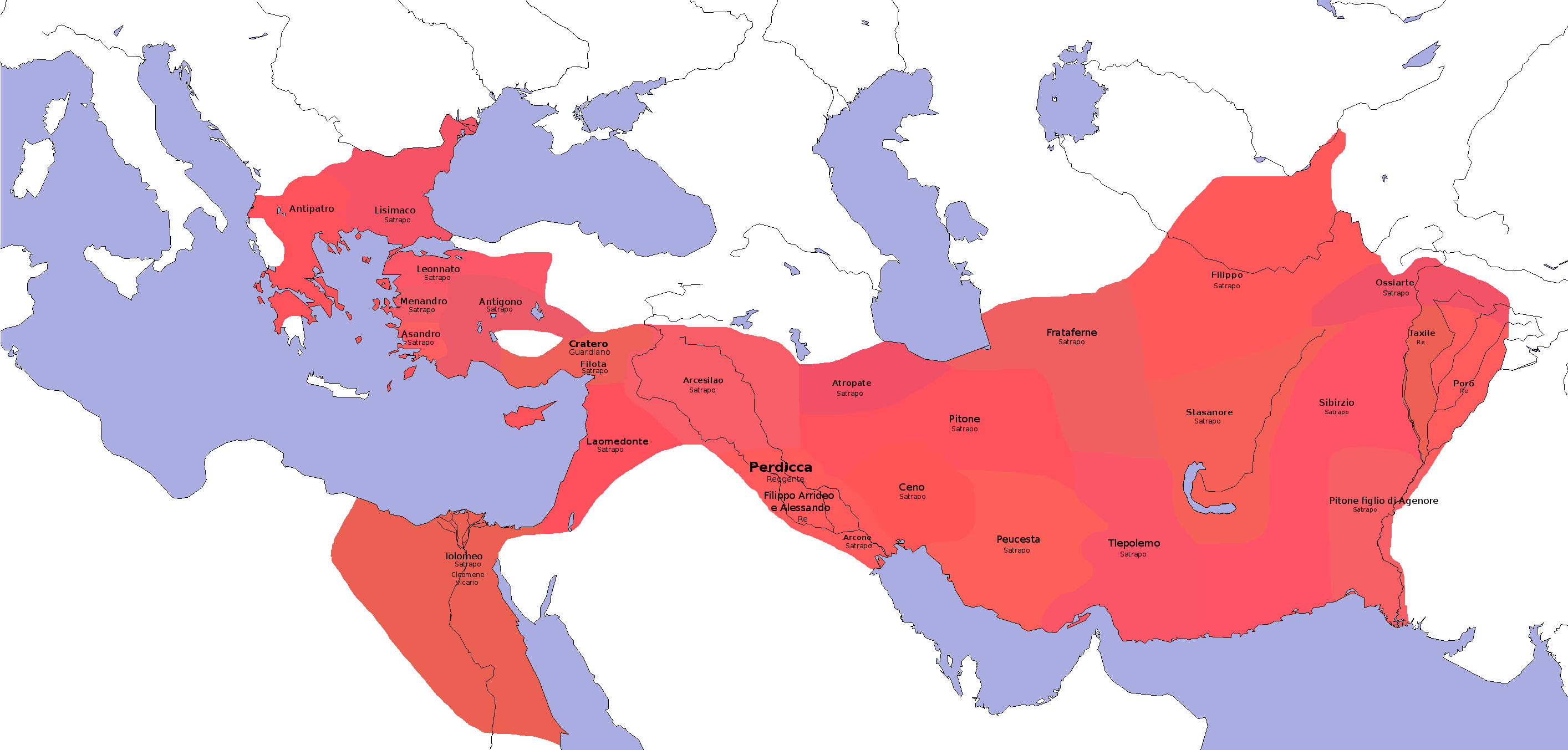
La distribuzione delle satrapie dell'impero macedone dopo la morte di Alessandro (323 a.C.)

Alla morte di Alessandro, avvenuta a Babilonia nel 323 a.C., in mancanza di un erede designato vi fu una spaccatura nell'esercito tra la cavalleria (sostenuta dai somatophylakes, tra cui Lisimaco), che voleva aspettare la nascita del futuro figlio di Alessandro e Rossane, e la fanteria, che indicava invece in Arrideo, il fratello di Alessandro, il successore del sovrano. Sappiamo da Diodoro e da Arriano che la questione fu poco dopo risolta nominando re il fratello di Alessandro, che da allora si chiamò Filippo Arrideo, al quale sarebbe stato però associato al trono il figlio di Rossane, nel caso fosse nato maschio.
Dato che Filippo Arrideo era un disabile mentale e il futuro Alessandro IV doveva ancora nascere, la reggenza dell'impero fu affidata al somatophylax Perdicca, che confermò Antipatro come stratego d'Europa (Macedonia e Grecia), a dispetto della decisione di Alessandro che l'aveva invece sostituito con Cratero (al quale fu invece affidato il controllo delle finanze dell'impero), e divise il resto dell'impero fra i principali generali, tra cui Antigono, e i somatophylakes, tra cui Lisimaco, al quale fu assegnata la satrapia di Tracia, territorio situato tra i domini di Antipatro a occidente e le satrapie di Leonnato e Antigono a oriente.
Gli ufficiali di Alessandro tra i quali Perdicca suddivise l'impero furono chiamati "diadochi" (in greco antico: διάδοχοι?, diádochoi, in italiano "successori").

#### Guerra contro gli Odrisi

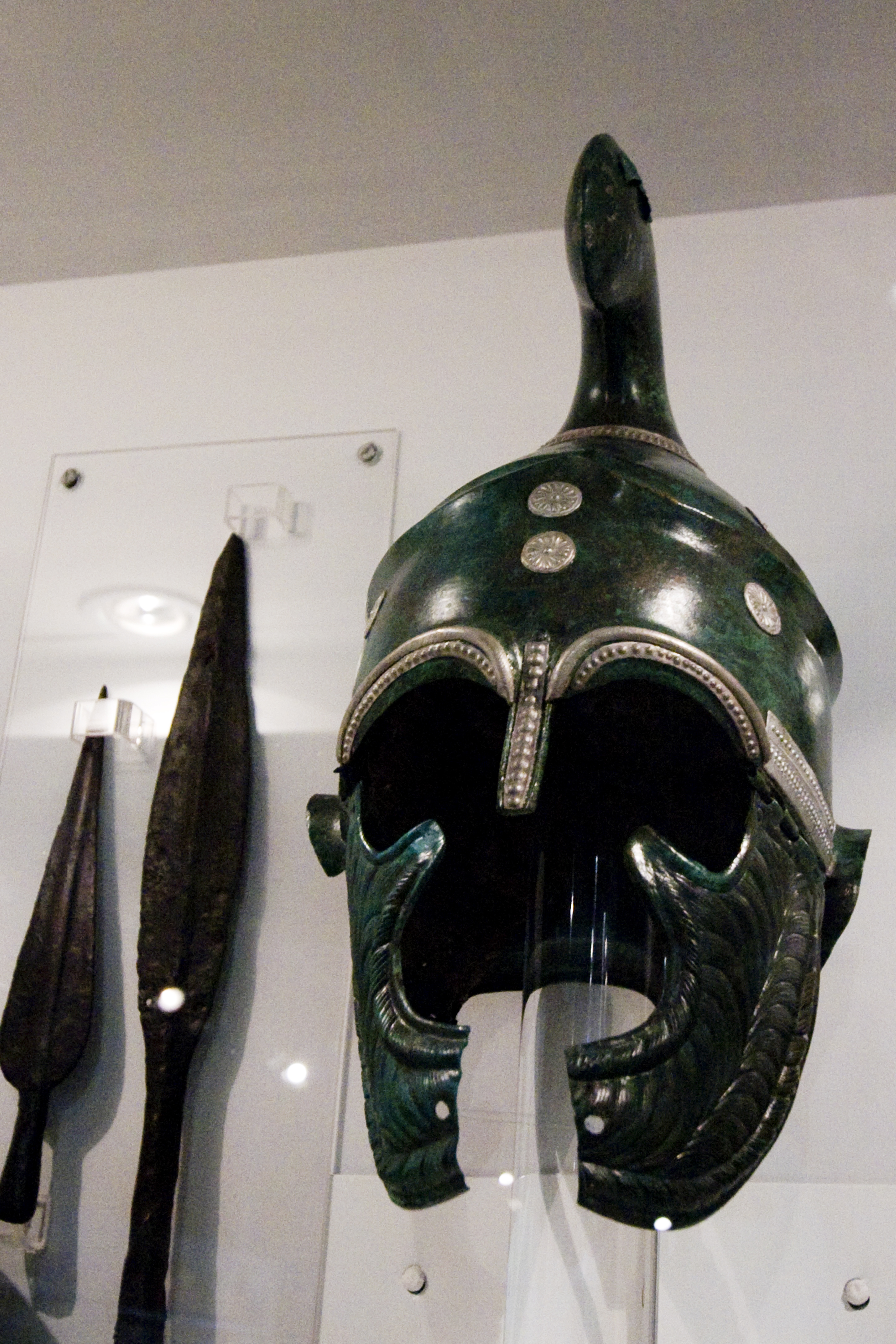
Elmetto tracico con decorazioni fatte di bronzo e argento (IV secolo a.C.)

Appena arrivato in Tracia, Lisimaco dovette affrontare la minaccia degli Odrisi, una tribù scesa dal nord e rientrata in possesso dei territori, corrispondenti all'odierna Bulgaria, precedentemente conquistati da Alessandro. Gli Odrisi avevano approfittato della morte di Zopirone, il generale macedone di stanza in quella satrapia, che si era avventurato in una disastrosa spedizione contro gli Sciti. Questi eventi ci vengono brevemente tramandati da Curzio Rufo e da Giustino.
Lisimaco, in inferiorità numerica, affrontò l'esercito di Seute III, re degli Odrisi, in una battaglia, che, secondo le fonti, si risolse senza né vinti né vincitori: Diodoro si limita a sottolineare che, in seguito a essa, Lisimaco si preparò a sferrare una nuova offensiva ma non torna più sull'argomento. Possiamo solo supporre che questo secondo conflitto, di cui ignoriamo la data, si risolse con la vittoria finale del satrapo di Tracia, perché leggiamo, sempre nell'opera di Diodoro, che negli anni successivi Seute si trova esule presso Antigono, mentre Lisimaco è impegnato a consolidare i confini orientali della sua satrapia.

#### Spartizione di Triparadiso
Nel 321 a.C., dopo la morte di Perdicca e di Leonnato, i diadochi si riunirono a Triparadiso, in Libano, dove riorganizzarono le province rimaste sguarnite, nominando nuovi governatori (tra i quali Seleuco, che ottenne la satrapia di Babilonia) e diedero ad Antipatro la carica di reggente dell'impero, che prima era stata di Perdicca. Lisimaco fu confermato satrapo di Tracia e, secondo Strabone, nell'ambito delle alleanze tra diadochi, Antipatro gli diede in moglie sua figlia Nicea, già promessa in sposa al defunto reggente.
Del quinquennio successivo, che vide la morte di Antipatro e la sanguinosa guerra tra il figlio Cassandro e il nuovo stratego d'Europa Poliperconte (guerra in cui trovarono la morte anche Filippo Arrideo e Olimpiade, la madre di Alessandro), le fonti antiche non dicono quasi nulla riguardo al satrapo di Tracia, probabilmente ancora impegnato nella guerra contro gli Odrisi.
L'unico accenno che abbiamo da Diodoro è il fatto che, nel 318 a.C. Clito il Bianco, alleato di Poliperconte, una volta sbarcato nel Chersoneso tracico dopo la battaglia navale del Bosforo, venne ucciso dai soldati di Lisimaco, che quindi possiamo supporre schierato dalla parte del genero Cassandro.

#### Prima alleanza dei diadochi contro Antigono

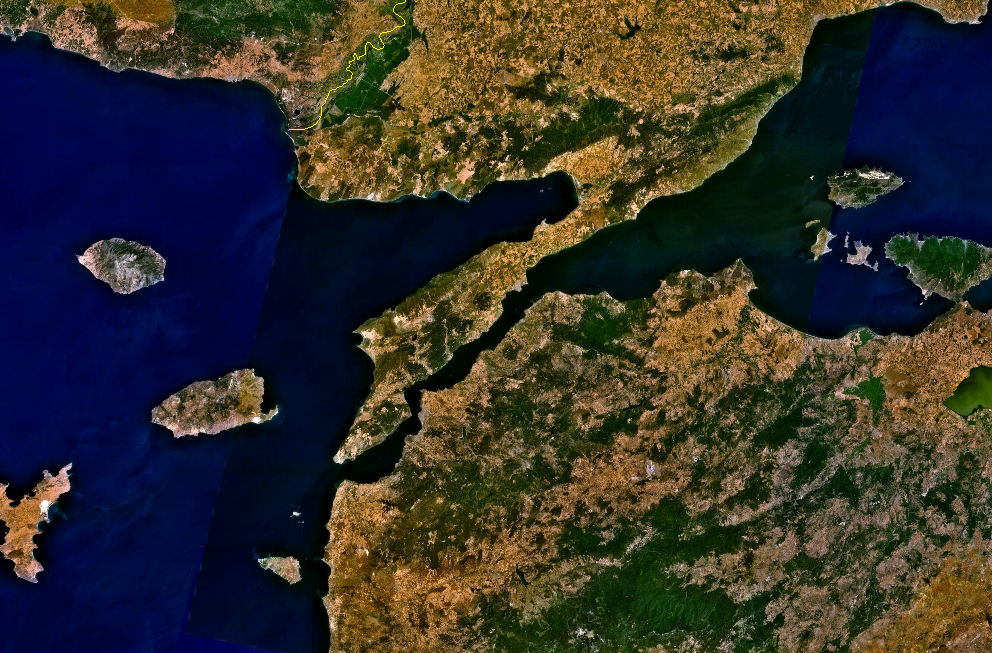
Il Chersoneso tracico visto dal satellite

Nel 315 a.C. Cassandro, nuovo stratego di Macedonia dopo aver spodestato Poliperconte, si alleò con Tolomeo, satrapo d'Egitto, Seleuco, satrapo di Babilonia e Lisimaco contro le mire espansionistiche di Antigono Monoftalmo, satrapo di Frigia, Panfilia e Licia. Secondo Diodoro, la guerra si protrasse fino al 311 a.C. e terminò senza vinti né vincitori. In questo conflitto si mise in evidenza il giovane figlio di Antigono, Demetrio, che sarebbe diventato, negli anni successivi, uno dei protagonisti della lotta tra i diadochi.
Negli anni successivi, Lisimaco consolidò l'amministrazione dei suoi territori fondando nel 309 a.C. Lisimachia, la capitale della sua satrapia. La città si trovava nel Chersoneso tracico, nei pressi dell'attuale Gallipoli, nell'odierna Turchia.

### Re di Tracia e dell'Asia minore

#### Lisimaco si proclama re
Nel 306 a.C., Antigono e Demetrio, dopo la vittoria su Tolomeo a Salamina a Cipro, si proclamarono re (in greco antico: βασιλεύς?, basiléus), titolo che, dalla spartizione di Babilonia fino ad allora era stato solo dei due eredi di Alessandro, Filippo Arrideo e Alessandro IV, che nel frattempo erano stati fatti uccidere rispettivamente da Olimpiade e da Cassandro. Lisimaco, Cassandro, Tolomeo e Seleuco non vollero essere da meno, e anch'essi, nei mesi successivi, si proclamarono a loro volta re, senza mai però specificare nel loro titolo i confini dei loro regni.
Plutarco racconta che Demetrio si considerava, assieme al padre, l'unico vero re, ed era solito, durante i banchetti, brindare a Demetrio re, a Seleuco domatore di elefanti, a Tolomeo ammiraglio e a Lisimaco tesoriere. Secondo lo storico di Cheronea, mentre gli altri due diadochi ne ridevano, Lisimaco si sarebbe risentito di questo epiteto.

#### Prima invasione della Ionia
Secondo quanto ci tramanda Diodoro, nel 302 a.C. Lisimaco, approfittando dell'assenza di Demetrio, in quel momento impegnato nel tentativo di conquista della Macedonia, invase a sorpresa la Ionia con l'aiuto delle truppe di Prepelao, inviategli dall'alleato Cassandro, assicurandosi così il controllo di Paro, Lampsaco e Sigeo, impadronendosi del tesoro di Sinnada in Frigia e costringendo così Demetrio a stipulare una tregua con Cassandro e a tornare precipitosamente in Asia.
Antigono, organizzato nel frattempo un esercito per fronteggiare questo attacco fulmineo cercò la battaglia campale con Lisimaco, ma questi, probabilmente in inferiorità numerica, evitò lo scontro diretto dirigendosi verso Eraclea Pontica, guadagnando in questo modo tempo sufficiente fino alla stagione invernale, che costrinse al ritiro il Monoftalmo e il figlio, nel frattempo rientrato. A Eraclea Pontica, Lisimaco, già vedovo di Nicea, sposò Amastri, reggente della città in quanto vedova del tiranno Dionisio di Eraclea.

#### Battaglia di Ipso e annessione dell'Asia minore
Regno di Tolomeo I
     Regno di Cassandro
     Regno di Lisimaco
     Regno di Seleuco I
     Epiro
     Cartagine
     Repubblica romana
     Colonie greche

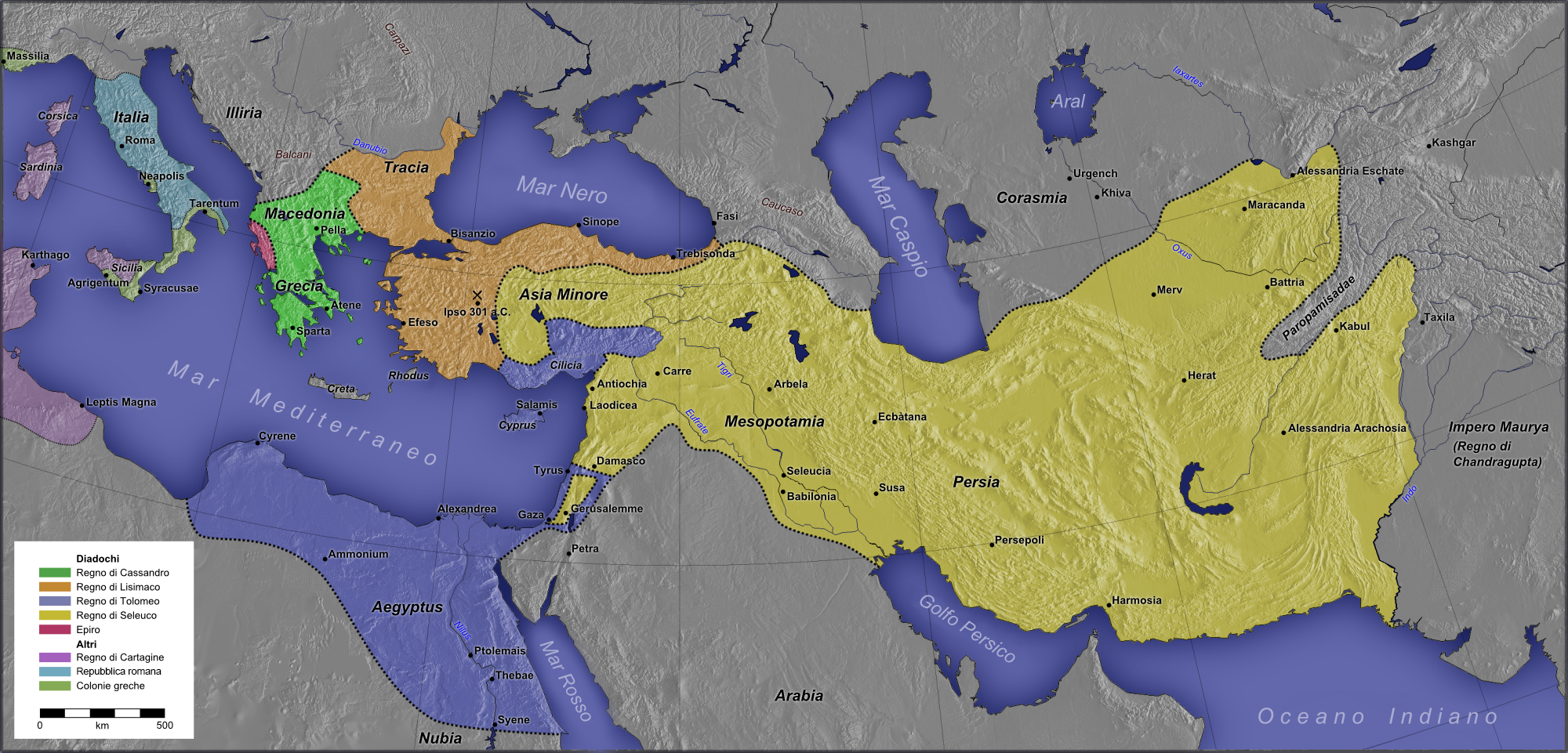
Regni dei diadochi dopo la battaglia di Ipso, c. 301 a.C.
Regno di Tolomeo I
Regno di Cassandro
Regno di Lisimaco
Regno di Seleuco I
Epiro
Altri
Cartagine
Repubblica romana
Colonie greche

Nel 301 a.C. Lisimaco, Cassandro e Seleuco si allearono di nuovo contro Antigono e Demetrio e li affrontarono in una battaglia campale presso Ipso in Frigia. Conosciamo gli schieramenti grazie a Plutarco: il Monoftalmo e il figlio potevano contare su 70 000 fanti, 10 000 cavalieri e 75 elefanti, mentre gli alleati avevano a disposizione 64 000 fanti, 10 500 cavalieri, 75 carri da guerra e 400 elefanti. Secondo lo storico di Cheronea fu proprio la superiorità numerica degli elefanti che portò alla vittoria degli alleati e alla rovina di Antigono, che morì in battaglia, mentre Demetrio riuscì a fuggire.
Dopo la vittoria, gli alleati si spartirono il regno conquistato. In particolare, sappiamo da Memnone e da Plutarco che Lisimaco poté annettere la Lidia e la Caria, in Asia Minore.
Nell'ambito della riorganizzazione dei suoi nuovi territori, Lisimaco cambiò il nome della città Antigoneia, da poco fondata dal Monoftalmo, in Nicea, in onore della prima moglie defunta qualche anno prima. La città conserva tuttora questo nome, pur traslitterato e leggermente modificato in Iznìk (in greco antico: εἰς Νίκαια?, eis Níkaia, in italiano "a Nicea").
Lo stesso anno, Lisimaco ripudiò Amastri, rimandandola a Eraclea Pontica con tutti gli onori, e sposò Arsinoe II, figlia di Tolomeo, rinsaldando l'alleanza col re d'Egitto e antico collega somatophylax.

#### Sconfitta in Cilicia e conquista della Ionia

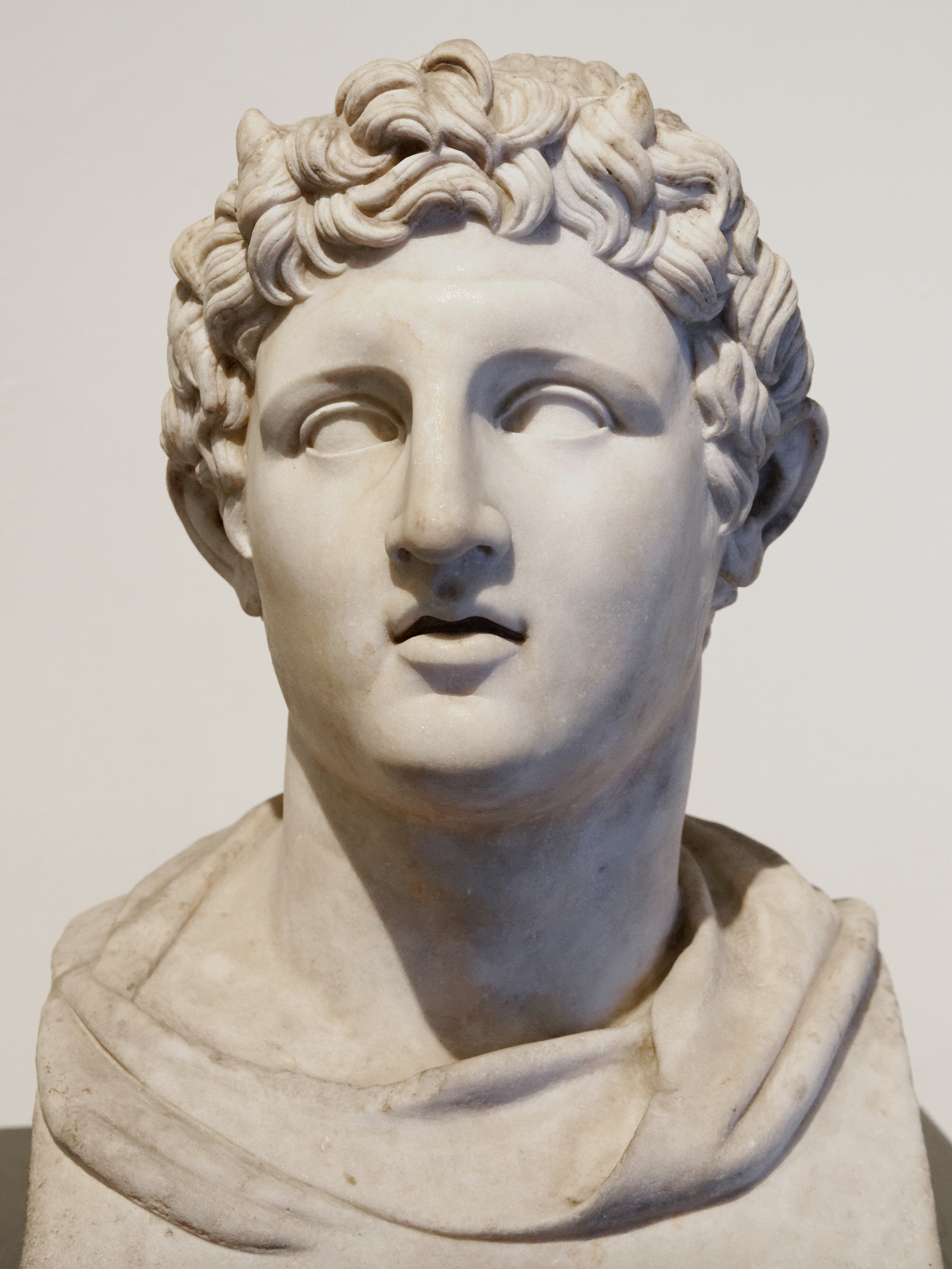
Busto di Demetrio Poliorcete, Museo archeologico nazionale di Napoli

Negli anni successivi, Demetrio riuscì a organizzare una nuova flotta e nel 299 a.C. riconquistò la Cilicia sconfiggendo Plistarco, fratello di Cassandro. Secondo Plutarco, durante l'assedio della città costiera di Soli, Lisimaco, che era accorso inutilmente in aiuto dell'alleato, chiese e ottenne da Demetrio di poter visitare personalmente le sue enormi navi da guerra e soprattutto le sue famose elepoli, ovvero le macchine "prendi-città", per le quali il figlio di Antigono aveva ottenuto il soprannome di Poliorcete (in greco antico: Πολιορκητής?, Poliorchetés, in italiano "assediatore"). Secondo lo storico di Cheronea, Lisimaco, dopo questa visita guidata, se ne andò "pieno di meraviglia" (in greco antico: θαυμάσας?, thaumásas).
Quattro anni dopo (295 a.C.), Lisimaco si prese la rivincita su Demetrio, strappandogli a sorpresa la Ionia, approfittando ancora una volta della lontananza del Poliorcete che, dopo la conquista di Atene, si stava dirigendo alla volta di Sparta.

#### Guerra contro i Geti e prigionia
Negli anni successivi alla conquista della Ionia, Lisimaco fu impegnato nella guerra contro i Geti, una popolazione della Dacia, corrispondente all'odierna Romania. Purtroppo, la perdita quasi totale del libro XXI dell'opera di Diodoro Siculo e il silenzio quasi completo di Plutarco al riguardo rendono difficoltosa la ricostruzione di questi eventi.
Di sicuro Lisimaco, impegnato in questa guerra, non poté far nulla per fermare il ritorno di Demetrio che, approfittando della lotta tra i figli di Cassandro, nel frattempo scomparso, si era impadronito del trono di Macedonia, come ci racconta Plutarco. Lisimaco infatti, inizialmente intervenuto a favore del genero Antipatro II nella lotta alla successione, fu costretto da Demetrio, dopo la battaglia di Anfipoli, che ci viene solo brevemente accennata da Pausania, a firmare una pace secondo la quale il suo alleato rinunciava al trono, come ci tramanda Giustino. Antipatro II fu successivamente fatto uccidere dal Poliorcete secondo Diodoro o dallo stesso Lisimaco, secondo Giustino.
Sappiamo da Plutarco che nel 292 a.C. Lisimaco cadde prigioniero di Dromichete, re dei Geti, che, dopo averlo trattato con tutti gli onori, lo fece liberare in cambio di alcune concessioni territoriali, come ci confermano sia Diodoro che Pausania. Nel frattempo Demetrio, approfittando della prigionia dello storico avversario, si stava dirigendo con un esercito verso la Tracia, ma la rapida liberazione di Lisimaco e una contemporanea rivolta in Beozia lo distolsero dal proposito.

### Re di Macedonia

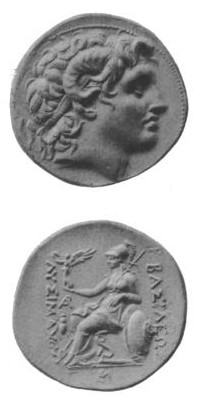
Moneta emessa da Lisimaco col ritratto di Alessandro sul diritto e l'iscrizione in greco ΒΑΣΙΛΕΩΣ ΛΥΣΙΜΑΚΟΥ (Basilèos Lysimàkou, "del re Lisimaco") sul rovescio

#### Conquista della Macedonia
Nel 288 a.C., Lisimaco, alleatosi con Seleuco, Tolomeo e Pirro, il re dell'Epiro, attaccò la Macedonia prendendo Demetrio tra due fuochi.
Demetrio, temendo che il suo esercito di macedoni disertasse in massa all'avvicinarsi da est dell'antico compagno d'armi di Alessandro, preferì dirigersi a ovest verso l'accampamento di Pirro, ma i suoi timori si trasformarono ben presto in realtà, visto che la maggior parte dei suoi passò al nemico, e, come leggiamo nella Vita di Demetrio di Plutarco, il Poliorcete stesso dovette fuggire precipitosamente con un travestimento.
Lisimaco riuscì quindi a sedersi sul trono di Pella, che un tempo fu di Alessandro, e condivise con Pirro il comando fino al 285 a.C. quando, dopo la cattura di Demetrio da parte di Seleuco, costrinse il re dell'Epiro a ritirarsi, rimanendo l'unico re di Macedonia, come leggiamo nella Vita di Pirro di Plutarco.
Il Poliorcete, infatti, dopo aver perso anche Atene (col contributo di Lisimaco, che, tramite Democare, finanziò con 130 talenti la ribellione della città) aveva tentato invano di contrattaccare il suo storico avversario dirigendosi con un nuovo esercito verso la Lidia, ma fu sconfitto da Agatocle, il figlio di Lisimaco e, incalzato da questi, sconfinò nel territorio di Seleuco, al quale si arrese (286 a.C.).

#### Congiura e morte di Agatocle
Nel 285 a.C. Lisimaco, conquistata la Macedonia e col suo avversario Demetrio nelle mani dell'alleato Seleuco, era all'apice della potenza, ma incombeva su di lui una tragedia familiare che lo avrebbe portato alla rovina.
La moglie Arsinoe gli rivelò infatti che il figlio Agatocle stava tramando con Seleuco per impadronirsi del trono e Lisimaco lo fece imprigionare e avvelenare (284 a.C.). Secondo Pausania, Arsinoe aveva spinto il marito a uccidere Agatocle per eliminare l'erede al trono e spianare così ai suoi figli la strada per la successione.
Lisandra, la moglie di Agatocle nonché sorellastra di Arsinoe, secondo la testimonianza di Pausania, fuggì alla corte di Seleuco, accompagnata da diversi sostenitori del principe, tra i quali Filetero, il tesoriere di Pergamo, che consegnò al re di Babilonia le ricchezze che gli erano state date in custodia da Lisimaco. Poco tempo dopo, Seleuco mosse guerra contro Lisimaco, secondo alcuni storici confermando l'esistenza di un patto segreto fra Agatocle e il sovrano di Babilonia.
L'esistenza di una possibile rete di amicizie e alleanze tessuta in Asia da Agatocle in funzione anti-Lisimachea mentre il padre era in Macedonia è indirettamente confermata da Pausania, che racconta che, dopo la morte del figlio, il re rimase solo perché tutti i suoi "amici" (in greco antico: φίλοι?, fíloi) lo avevano abbandonato, per rifugiarsi alla corte di Seleuco.

#### Battaglia di Corupedio e fine
Seleuco, col supporto di Filetero, dichiarò guerra al re di Tracia e Macedonia, e conquistò Sardi, la città principale della Lidia, costringendo il governatore Teodoto a consegnargli il tesoro, come ci testimonia Polieno. Poco tempo dopo (febbraio 281 a.C.), sappiamo da Eusebio che nella piana di Corupedio, situata secondo Strabone nei pressi di Sardi, vi fu la battaglia decisiva tra i due diadochi. Purtroppo, nessuna delle fonti che ci sono rimaste riporta gli schieramenti e la descrizione dello svolgimento dello scontro, ma in ogni caso Seleuco ebbe la meglio su Lisimaco che, nonostante l'età avanzata (74 o 80 anni a seconda delle fonti) morì con le armi in pugno, ucciso da un certo Malacone di Eraclea Pontica, come ci testimonia Memnone.
Dopo la battaglia, Alessandro, il figlio di Lisimaco avuto secondo Pausania dalla principessa odrisia Macris, ottenne da Seleuco il corpo del re di Macedonia e Tracia e gli rese gli onori funebri nei pressi di Lisimachia. Duride di Samo, in uno dei pochi frammenti della sua opera storica che ci sono pervenuti, ci racconta che il fedele cane di Lisimaco, che si chiamava Ircano, dopo aver vegliato il cadavere del padrone e averlo protetto dagli avvoltoi, durante il rito funebre si gettò sulla pira del re trovando la morte.
I territori di Lisimaco in Asia passarono a Seleuco, che fondò l'omonima dinastia, mentre Tolomeo Cerauno, figlio di Tolomeo I, si impadronì, seppur per poco tempo, del trono di Macedonia e di Tracia, che, dopo alterne vicende, passò al figlio di Demetrio, Antigono Gonata e ai suoi discendenti. Dei colleghi somatophylakes di Lisimaco, solo Tolomeo riuscì a fondare una dinastia, che mantenne il trono d'Egitto per quasi trecento anni, fino a Cleopatra VII.

## Matrimoni e discendenza
Lisimaco ebbe diverse mogli e parecchi figli:
- Nicea, nobile macedone figlia di Antipatro, sposata da Lisimaco nel 321 a.C.[49] e morta prima del 302 a.C. Da lei Lisimaco ebbe un figlio, Agatocle, fatto uccidere nel 284 a.C.[82], e due figlie: Euridice, che divenne la moglie di Antipatro II, e Arsinoe I, che fu la prima moglie di Tolomeo II.
- Amastri, principessa persiana, ex moglie prima di Cratero e poi di Dionisio di Eraclea, fu sposata da Lisimaco nel 302 a.C. e ripudiata nel 299 a.C.. Lisimaco ebbe da lei una figlia di cui non conosciamo il nome, ma che potrebbe essere stata la prima moglie di Tolomeo Cerauno[96].
- Arsinoe II, figlia di Tolomeo I e di Berenice, sposò Lisimaco nel 299 a.C. ed ebbe da lui i figli Tolomeo, Lisimaco e Filippo. L'attaccamento di Arsinoe al marito è testimoniato da una battuta che fece Demetrio, che la chiamò "la Penelope di Lisimaco"[56] perché, come la moglie di Ulisse, rimase sempre fedele al marito fino alla fine, nonostante gli oltre 40 anni di differenza d'età. Quando apprese la notizia della disfatta di Corupedio, Arsinoe fuggì in maniera rocambolesca da Efeso in Macedonia[97], dove sposò il fratellastro Tolomeo Cerauno. Questi, dopo la morte di Lisimaco, si era impadronito del trono che fu di Alessandro dopo avere ucciso Seleuco (settembre 281 a.C.)[98]. Venne però in contrasto con la moglie e la mandò in esilio a Samotracia. Arsinoe tornò poi in Egitto dal fratello Tolomeo II, che sposò dopo che questi ebbe ripudiato la precedente moglie Arsinoe I (che tra l'altro era la sua figliastra). Dei suoi tre figli, Lisimaco e Filippo furono fatti uccidere da Tolomeo Cerauno[99], mentre il primogenito Tolomeo riuscì a fuggire e, dopo aver tentato invano di riconquistare il regno di Macedonia, si ritirò prima in Egitto e poi nella città licia di Telmesso, della quale, per intercessione di Tolomeo II, divenne sovrano[100].
- Macris, una principessa odrisia, probabilmente conosciuta ai tempi della guerra contro Seute (322 a.C.): di lei non sappiamo se fosse la moglie ufficiale o, più probabilmente, un'amante o concubina[101]. Da Macris Lisimaco ebbe il figlio Alessandro, che, dopo la morte del padre, provvide ai riti funebri[85].

## Cronologia degli eventi
- 361 a.C. Nascita di Lisimaco a Pella[10] (o, secondo altre fonti[12], a Crannon in Tessaglia).
- 336 a.C. Dopo l'assassinio di Filippo II, Alessandro diventa re di Macedonia.
- 334 a.C. Alessandro inizia la spedizione in Asia, Lisimaco è una delle sue sette guardie del corpo[10].
- 332 a.C. Lisimaco salva la vita ad Alessandro, assalito da un leone durante una battuta di caccia in Siria[27].
- 328 a.C. A Samarcanda, Lisimaco e Leonnato tentano invano di impedire che Alessandro uccida l'amico Clito il Nero[28].
- 326 a.C. Lisimaco viene ferito durante la presa della città di Sagala[29].
- 324 a.C. A Susa, Alessandro premia con una corona le sue guardie del corpo, tra cui Lisimaco, per meriti militari[30].
- 323 a.C. Morte di Alessandro e suddivisione dell'impero tra i diadochi: Lisimaco ottiene la Tracia[2].
- 322 a.C. Guerra di Lisimaco contro Seute III, re degli Odrisi[45].
- 321 a.C. Accordo di Triparadiso tra i diadochi: Lisimaco è confermato satrapo di Tracia[48] e sposa Nicea, figlia di Antipatro[49].
- 318 a.C. Clito il Bianco, sbarcato nel Chersoneso tracico dopo la battaglia navale del Bosforo, viene ucciso dai soldati di Lisimaco[51].
- 315 a.C. Cassandro, Tolomeo, Seleuco e Lisimaco stringono alleanza e muovono guerra contro Antigono Monoftalmo[52].
- 311 a.C. Trattato di pace tra gli alleati e Antigono[53].
- 309 a.C. Fondazione di Lisimachia nel Chersoneso tracico, nei pressi dell'attuale Gallipoli, nell'odierna Turchia[4].
- 306 a.C. Lisimaco, sull'esempio degli altri diadochi, si proclama re[54].
- 302 a.C. Lisimaco invade la Ionia[57]. Matrimonio di Lisimaco con Amastri, ex moglie di Cratero e di Dionisio di Eraclea[61].
- 301 a.C. Cassandro, Lisimaco e Seleuco sconfiggono a Ipso Antigono e Demetrio: Lisimaco ottiene l'Asia minore e cambia il nome di Antigoneia in Nicea.
- 299 a.C. Lisimaco ripudia Amastri e sposa Arsinoe II[67]. Demetrio strappa la Cilicia a Plistarco, alleato di Lisimaco[68].
- 295 a.C. Lisimaco conquista la Ionia, precedentemente in mano a Demetrio[69].
- 292 a.C. Lisimaco cade prigioniero di Dromichete, re dei Geti, che successivamente lo fa liberare[78].
- 288 a.C. Lisimaco e Pirro sconfiggono Demetrio e conquistano la Macedonia[13].
- 286 a.C. Agatocle, figlio di Lisimaco, sconfigge Demetrio in Asia minore. Democare di Atene ottiene da Lisimaco 130 talenti come finanziamento nella lotta contro il Poliorcete[81].
- 285 a.C. Lisimaco costringe Pirro a lasciare la Macedonia e ne diviene l'unico re[7].
- 284 a.C. Lisimaco, convinto dalla moglie Arsinoe II, fa uccidere il figlio Agatocle, sospettato di congiura[82].
- 281 a.C. Battaglia di Corupedio contro l'esercito di Seleuco: disfatta e morte di Lisimaco[16].

## Voci correlate

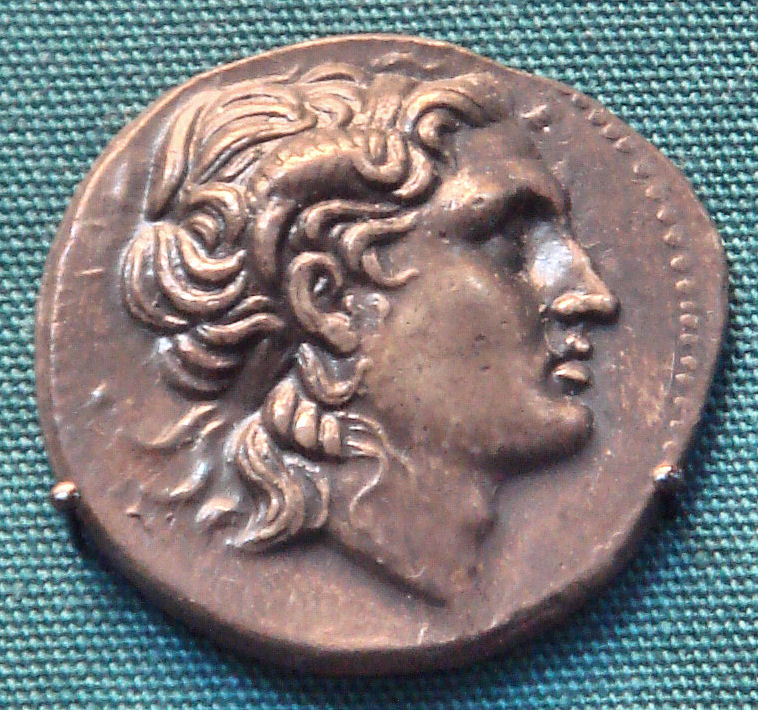
Moneta emessa da Lisimaco col ritratto monetale di Alessandro, British Museum